# لین بیکر
 لین بیکر (انگلیسی: Leanne Baker؛ زادهٔ ۸ ژانویهٔ ۱۹۸۱) یک تنیس‌باز اهل نیوزیلند است.